# How Can I Keep from Singing?
How Can I Keep from Singing?' é um hino cristão que foi utilizado por Enya em seu álbum, Shepherd Moons.  É muitas vezes, embora erroneamente, citado como um hino inglês Shaker, quando na verdade é simplesmente uma música gospel tradicional, escrita pelo prolífico hino, Robert Wadsworth Lowry.  Lowry é conhecido por outros hinos ingleses, como “Nothing But the Blood” e “Here is Love”.